# Ayoe Angelica
Ayoe Angelica Dimma Ringgaard, bedre kendt som Ayoe Angelica er en soul/R&B-sangerinde fra Danmark.
Ayoe blev i 2017 mor til en dreng.
Angelicas stil beskrives som "en blanding af soul, jazz og electronica med en skrattende retro-lyd, der kan give mindelser om Caroline Henderson."
Hun udgav sit debutalbum, I’m Amazed i 2008, hvorfra singlen ”Dr. Jekyll” hittede internationalt i forbindelse med at den blev udvalgt til Budhabar-compilation.
Dandelion, Ayoe Angelicas andet album, udkom i 2010. Begge udgivelser er lavet i samarbejde med producer og sangskriver Mads B. B. Krog. I september 2014 udgav Ayoe singlen ”Put Me Out” som er forløberen for hendes kommende EP, der er sat til at udkomme i starten af 2015.
Ayoe Angelica har fungeret som feature- og backingsanger hos flere større bands og artister, blandt andet Basim (Eurovision Song Contest 2014), Alphabeat, Per Vers, Rasmus Seebach. Ayoe er signet til GL Music.
Ayoe har været korsanger for bl.a Joey Moe i 2015, og for Rasmus Seebach i år 2015, 2016 og 2017.

## Diskografi

### Album
- I'm Amazed (2008)
- Dandelion (2010)

### Singler
- "Everybody Loves You" (2008)
- "Dr. Jekyll" (2008)
- "Plenty More Fish" (2010)
- "Hey, Mr. Man on Top" (2010)

### Features
- Verden fra 1.10 (UFO Yepha)
- Kill (NeoGeo)
- Roskilde State of Mind (Per Vers)
- Rewind Me (DJ Static)
- Ik Gør det Yepha (Yepha)